# أحمد الحسن اليماني
أحمد الحسن اليماني شخصية دينية شيعية عراقية معاصرة يدعو الناس للإيمان به على أنه اليماني الموعود الذي يعتقد فئة من الشيعة الإثنا عشرية أنه يمهد لظهور المهدي وأول المهديين الإثني عشر (بعد الائمة الإثني عشر) المذكور في رواية وصية النبي محمد التي ينقلها الشيخ الطوسي، واعلن عن هذه الدعوة علنًا على الساحة العراقية عام 2002.

## نسبه
وفقًا للموقع الرسمي لأتباع أحمد الحسن، فإن نسبه يعود إلى الحسين بن علي، ويُذكر اسمه الكامل على النحو التالي: أحمد بن إسماعيل بن صالح بن حسين بن سلمان بن محمد بن الحسن العسكري بن الحسن العسكري بن علي الهادي بن محمد الجواد بن علي الرضا بن موسى الكاظم بن جعفر الصادق بن محمد الباقر بن علي زين العابدين بن الحسين بن علي بن أبي طالب.

## نشأته ودراسته
وُلد أحمد الحسن في أواخر عقد الستينات من القرن العشرين في مدينة البصرة جنوب العراق. نشأ في أسرة تصفها مصادره الرسمية بالتدين والتمسك بالقيم الدينية.
أكمل دراسته الأكاديمية في كلية الهندسة بجامعة البصرة، حيث حصل على شهادة بكالوريوس في الهندسة المدنية. بعد تخرّجه، انتقل إلى مدينة النجف الأشرف بهدف دراسة العلوم الدينية. إلا أنه لم ينخرط في التعليم النظامي داخل الحوزة العلمية، بل اعتمد على دراسة ذاتية مستقلة، متواصلاً مع بعض طلاب الحوزة والعلماء دون التقيّد بمنهج رسمي تقليدي.
وترى مصادره الرسمية أن قراره بالانقطاع عن الدراسة الحوزوية النظامية جاء نتيجة قناعة روحية بأن طريق الإصلاح الديني يتطلّب مراجعة مباشرة للنصوص المقدسة بعيدًا عن المناهج السائدة، التي يرى أنها تُغفل محورية القرآن الكريم والسنة النبوية.

### التحاقه بالحوزة الدينية في النجف
بحسب ما أورده في بعض كتبه وأجوبته المنشورة، التحق أحمد الحسن بالحوزة العلمية استجابةً لرؤيا قال إنه رآها للإمام المهدي، طلب منه فيها التوجّه إلى النجف ودراسة العلوم الدينية، مشيرًا إلى أن تفاصيل ما ورد في تلك الرؤيا تحقق لاحقًا في الواقع.
وقد عبّر عن نقده للمناهج الدراسية في الحوزة، معتبرًا أنها تركّز على الفقه وأصوله، والفلسفة والمنطق، وتُهمل – بحسب وصفه – دراسة القرآن والسنة، إلى جانب ما يسميه "الأخلاق الإلهية التي يجب أن يتحلى بها المؤمن". وفي هذا السياق، قرر متابعة الدراسة بمفرده، وذكر في بعض كتاباته أن هذه العزلة تشبه ما كانت عليه مريم العذراء (عليها السلام) في الهيكل، وفق تعبيره.

## مراحل الدعوة
تُقسَّم دعوة أحمد الحسن، كما تُقدّم في سيرته الرسمية، إلى عدة مراحل رئيسية منذ نشأتها حتى تطورها الرقمي.

### المرحلة التمهيدية (ما قبل 2002)
وفقًا لمصادره، بدأت علاقته بالدعوة بعد لقاءات يقول إنها حصلت مع الإمام المهدي (عليه السلام) في ضريح الإمامين العسكريين في سامراء. وقد تلقّى منه، بحسب السيرة، توجيهات وتعليمات ذات طابع شخصي وتربوي، دون أمر مباشر بالتبليغ.

### إعلان الدعوة (2002)
في منتصف عام 2002، أعلن أحمد الحسن، بناءً على أمرٍ قال إنه تلقّاه من الإمام المهدي، أنه مرسل من قِبله، وأنه هو المذكور في وصية النبي محمد ليلة وفاته، وفقًا لرواية الطوسي. بدأت الدعوة علنًا في النجف، وكانت موجهة لطلبة الحوزة العلمية والمجتمع الشيعي المحلي.

### بعد سقوط النظام العراقي (2003–2006)
مع سقوط نظام صدام حسين عام 2003، توسعت الدعوة تدريجيًا في مدن عراقية مثل البصرة، العمارة، الناصرية، بغداد، كربلاء والنجف. وتم تأسيس أول مكتب علني في حي النصر في النجف، بفضل أحد أنصاره، وكان يُستقبل فيه طلبة الحوزة والزوار. كما أقيمت صلوات جمعة وزيارات لحسينيات مختلفة في هذه الفترة.

### مرحلة التضييق والعزلة (2006–2012)
بسبب ما يوصف في مصادره بـ"الفتاوى التحريضية" و"ضغوطات سياسية"، اضطر أحمد الحسن في نهاية عام 2006 إلى الانتقال إلى مكان معزول في ضواحي النجف، وانقطع عن الظهور العلني. استمرت هذه المرحلة لعدة سنوات، وكان يتواصل خلالها مع أنصاره عبر وسطاء موثوقين فقط.

### العودة الرقمية والتواصل الاجتماعي (من 2012)
في عام 2012، بدأ أحمد الحسن باستخدام الإنترنت كوسيلة تواصل رئيسية مع أتباعه، في ما يُعرف بمرحلة "الديوان الاجتماعي الرقمي". أنشأ صفحته الرسمية على موقع فيسبوك، كما أصبح ينشر بياناته عبر منصة X (تويتر سابقًا). وتم تفعيل نشاطات إعلامية موازية عبر إذاعة "المنقذ العالمي" وغرف المحادثة الصوتية مثل "البالتوك"، بالإضافة إلى إنشاء قنوات على تيليغرام وموقعه الرسمي.
- صفحته الرسمية على فيسبوك: أحمد الحسن على فيسبوك
- حسابه الرسمي على X (تويتر سابقًا): أحمد الحسن على X

## المؤسسات والنشاط الإعلامي
أسّس أحمد الحسن وعدد من أنصاره مجموعة من المؤسسات والمنصات الإعلامية والدعوية التي تُعنى بنشر أفكاره ومؤلفاته والتواصل مع أتباعه. من أبرز هذه المؤسسات:
- الحوزة المهدوية: مؤسسة علمية تهتم بتدريس العقيدة والفقه والتفسير من منظور دعوته. يقع مقرها في مدينة النجف وبعض مدن العراق، إضافةً إلى فرع مخصص للتعليم عن بُعد عبر الإنترنت، وذلك بحسب ما ورد في بيانات أنصاره الرسمية.
- إعلام الدعوة المهدوية: منظومة إعلامية رقمية تتضمن صفحات نشطة على منصات التواصل الاجتماعي، تُعنى بنشر مقاطع فيديو، مقتطفات من مؤلفات أحمد الحسن، وبيانات دعوية. من أبرز حساباتها:

```
 * 
MahdiMedia13 على فيسبوك

 * 
MahdiMedia13 على منصة X (تويتر سابقًا)

 * 
MahdiMedia13 على يوتيوب

 * 
MahdiMedia13 على إنستغرام

 * 
MahdiMedia13 على تيك توك
```

- قناة المنقذ العالمي: قناة فضائية تبث برامج دينية ومحاضرات مرتبطة بفكر الدعوة.
- إذاعة المنقذ العالمي: محطة إذاعية تبث من ديترويت (الولايات المتحدة) وتتناول مواضيع فكرية ودينية (متوقفة حاليا).
- الموقع الرسمي: almahdyoon.com يحتوي على مؤلفاته الرسمية، بياناته، والمكتبة الرقمية.
- صفحته الرسمية على فيسبوك: أحمد الحسن على فيسبوك
- حسابه الرسمي على منصة X: أحمد الحسن على X (تويتر سابقًا)
- كروب تيليغرام الدعوة المهدوية: MahdiMedia10313 – على تيليغرام

تُعد هذه المنصات الوسائل الأساسية للتواصل مع الأتباع داخل العراق وخارجه، ويُستفاد منها في نقل التوجيهات والردود والمقالات التوضيحية.

## المكتب الرسمي في النجف الأشرف
يمثّل المكتب الرسمي في النجف الأشرف الجهة المركزية لتمثيل أحمد الحسن داخل العراق، وهو مسؤول عن نشر البيانات والبلاغات الرسمية للدعوة المهدوية، والرد على ما يُنسب له من معلومات أو مواقف غير دقيقة. يُعتبر المكتب مصدرًا معتمدًا للفكر الصادر عن الدعوة المهدوية، وقد شدد أنصاره مرارًا على أن العودة إلى بيانات المكتب ضرورية في حال وجود تضارب أو تناقض في المحتوى المنشور باسمها.
وقد صرّح أحمد الحسن في بيان منشور على صفحته الرسمية:
> «بفضل الله سبحانه يوجد مكتب رسمي يمثلني في النجف الأشرف... وإن شاء الله أقوم بالإشراف المباشر على عمل هذا المكتب المبارك.»
- صفحة المكتب الرسمي على فيسبوك: المكتب الرسمي – النجف الأشرف

## مؤلفاته
ألّف أحمد الحسن عددًا كبيرًا من الكتب التي تناولت موضوعات متنوعة في العقيدة، والتفسير، والفقه، والفكر السياسي، والردود العلمية، وتُعد هذه المؤلفات جزءًا رئيسيًا من مشروعه الإصلاحي والدعوي، وتُنشر جميعها عبر الموقع الرسمي لأنصاره.

### العقيدة والتوحيد
- كتاب التوحيد (2010)
- النبوة الخاتمة (2006)
- عقائد الإسلام يليه يسألونك عن الروح (2016)
- الرجعة: ثالث أيام الله الكبرى (2012)
- الوصية المقدسة: الكتاب العاصم من الضلال (2012)
- وصي ورسول الإمام المهدي (ع) في التوراة والإنجيل والقرآن (2005 و2010 مع التعليق)
- شيء من تفسير سورة الفاتحة (2003)
- رحلة موسى إلى مجمع البحرين (2009)
- مراسي مختارة في موانئ سومر وأكاد (2013)
- نصيحة إلى طلبة الحوزات العلمية (2005)

### التفسير والدعوة
- المتشابهات - الجزء الأول (2004)
- المتشابهات - الجزء الثاني (2004)
- المتشابهات - الجزء الثالث (2004)
- المتشابهات - الجزء الرابع (2005)
- إضاءات من دعوات المرسلين - الجزء الأول (2004)
- إضاءات من دعوات المرسلين - الجزء الثاني (2004)
- إضاءات من دعوات المرسلين - الجزء الثالث القسم الأول (2006)
- إضاءات من دعوات المرسلين - الجزء الثالث القسم الثاني (2006)
- التيه أو الطريق إلى الله (1999)
- بيان الحق والسداد من الأعداد - الجزء الأول (2005)
- بيان الحق والسداد من الأعداد - الجزء الثاني (2006)
- الجواب المنير عبر الأثير - الجزء الأول (2005)
- الجواب المنير عبر الأثير - الجزء الثاني (2007)
- الجواب المنير عبر الأثير - الجزء الثالث (2009)
- الجواب المنير عبر الأثير - الجزء الرابع (2011)
- الجواب المنير عبر الأثير - الجزء الخامس (2011)
- الجواب المنير عبر الأثير - الجزء السادس (2012)
- الجواب المنير عبر الأثير - الجزء السابع (2016)
- الحواري الثالث عشر(2012)

### الفقه والأحكام الشرعية
- شرائع الإسلام - الجزء الأول (2005)
- شرائع الإسلام - الجزء الثاني (2006)
- شرائع الإسلام - الجزء الثالث (2010)
- الأجوبة الفقهية - متفرقة - الجزء الأول (2012)
- الأجوبة الفقهية - متفرقة - الجزء الثاني (2013)
- الأجوبة الفقهية - متفرقة - الجزء الثالث (2013)
- الأجوبة الفقهية - متفرقة - الجزء الرابع (2017)
- الأجوبة الفقهية - متفرقة - الجزء الخامس (2020)
- الأجوبة الفقهية - متفرقة - الجزء السادس (2024)
- الأجوبة الفقهية – كتاب الصيام (2011)
- الأجوبة الفقهية – كتاب الصلاة الحلقة الأولى (2010)
- الأجوبة الفقهية – كتاب الطهارة الحلقة الأولى (2010)
- رسالة في فقه الخمس (2010)

### الفكر السياسي والاجتماعي
- حاكمية الله لا حاكمية الناس (2004)
- الجهاد باب الجنة (2006)
- المرأة في الإسلام (2021)
- رسالة الهداية (2006)

### الردود والمعالجات الفكرية المعاصرة
- وهم الإلحاد: آيات الربوبية في الكون (2013)
- مع العبد الصالح - الجزء الأول (2010)
- مع العبد الصالح - الجزء الثاني (2013)
- بريد الصفحة - الجزء الأول (2018)
- بريد الصفحة - الجزء الثاني (2023)
- العجل - الجزء الأول (2001)
- العجل - الجزء الثاني (2001)